# Le Fréty
Le Fréty è un comune francese di 70 abitanti situato nel dipartimento delle Ardenne nella regione del Grand Est.

## Società

### Evoluzione demografica
Abitanti censiti